# Костел Відвідання Єлизавети Пресвятою Дівою Марією (Китайгород)
Костел Відвідання Єлизавети Пресвятою Дівою Марією  — католицький храм, розташований у селі Китайгороді Кам'янець-Подільського району.

## Історія
- 1706–1721 — будівництво у Китайгороді дерев'яного костелу коштом Юрія Потоцького.
- 1772–1776 — будівництво сучасного мурованого храму на кошти Домініка Краковського.
- 1913 — реставрація святині зусиллями о. Юзефа Савінського коштом пожервувань парафіян.
- 1930-ті роки —  радянська влада закрила костел, проте під час війни він знову запрацював. Ним послуговувались римо-католики південної частини Хмельницької області.
- 1975 — храм знову було реставровано.

Зараз Китайгород обслуговують отці-пауліни (орден Братів св. Павла Першого Пустинника) кам'янець-подільської парафії св. Миколая єп. мч.

## Архітектура

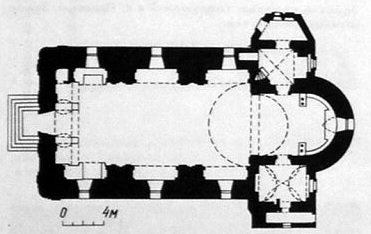
План костелу

Кам'яний, однонефний. Прямокутний в плані неф замкнутий подовженим пресбітерієм з напівкруглої апсидою. Примикають до пресвітерію захристя, прибудовані в кінці XIX - початку XX ст. Неф перекритий напівциркульним склепінням. Сходи в північно-західному куті нартекса веде на емпорії. Вікна з вітражними заповненнями. Головний фасад вирішено в барочному стилі, декорований 4 пілястрами з раскрепованним антаблементом. Вхід підкреслять порталом. Пам'ятник поєднує планово-об'ємну структуру пізнього ренесансу з бароковими принципами трактування фасадів.

## Легенда
Колись, в XVIII ст., місцевий пан поляк одружився з українкою. Якось вони удвох їхали Китайгородом  на фаетоні. Несподівано чи то коні понесли, чи то колесо в карети відірвалося, і екіпаж опинився на краю тернавського каньойну, а пасажири вижили дивом. Пан, радий своїм спасінням, поклявся збудувати в цьому місці костел - а дружина вмовила поруч звести ще й церкву. І так сталося. Правда, сучасна православна церквиця біля костелу до легенди відношення не має: стару святиню розвалили, а сучасна зведена не так давно.

## Світлини

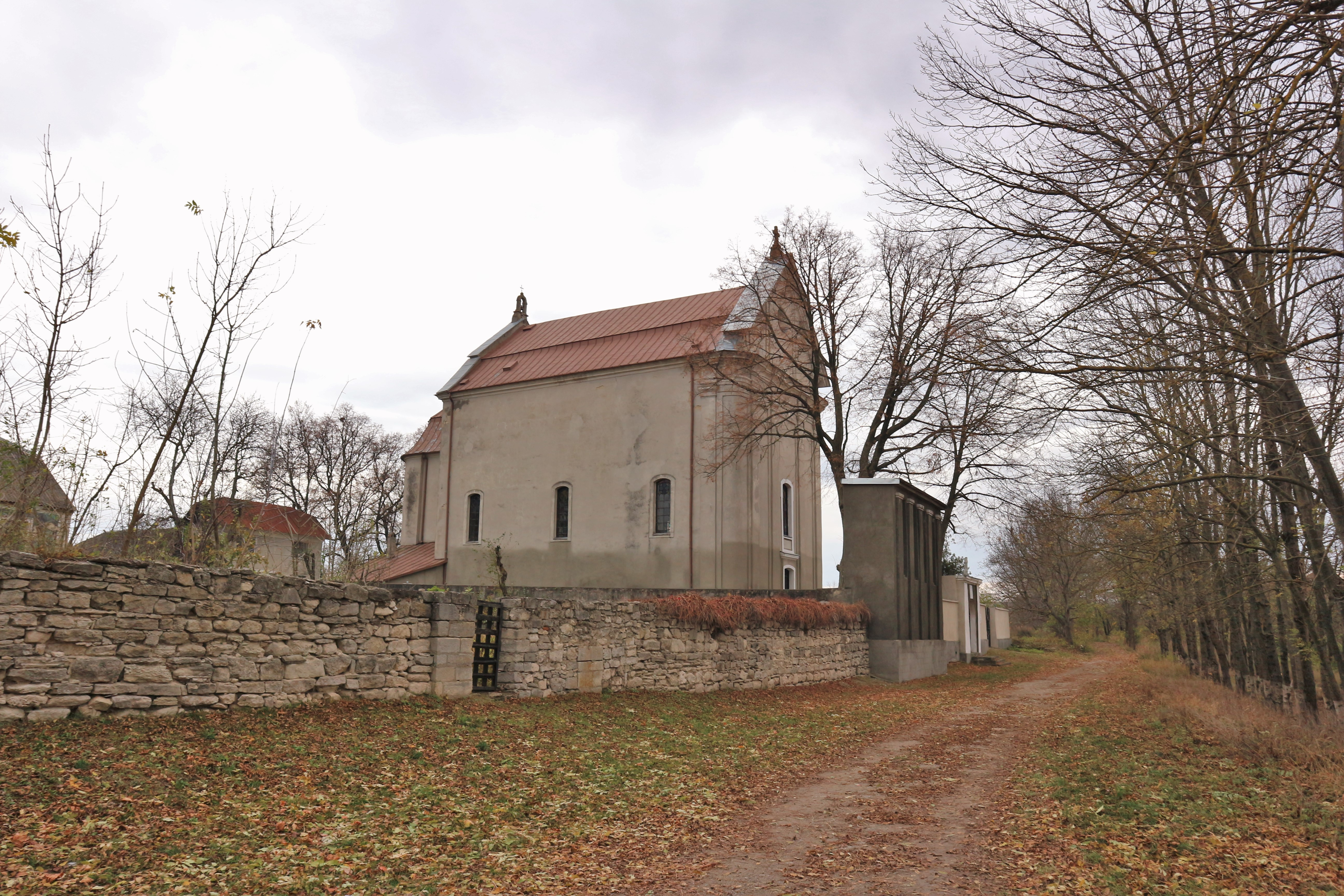